# بوتان
بوتان (‎i‎/buːˈtɑːn/‎; دزونگخا: འབྲུག་ཡུལ་ [ʈuk̚˩.y:˩]) با نام رسمی پادشاهی بوتان (دزونگخا: འབྲུག་རྒྱལ་ཁབ་), یک کشور محصور در خشکی واقع در هیمالیای شرقی در آسیای جنوبی است که با چین و هند مرز مشترک دارد. نپال و بنگلادش در نزدیکی بوتان قرار دارند اما مرز زمینی مشترکی ندارند. این کشور بیش از ۷۵۴٫۰۰۰ نفر جمعیت دارد و مساحت آن ۳۸٬۳۹۴ کیلومتر مربع (۱۴٬۸۲۴ مایل مربع) است که از نظر مساحت در رتبهٔ ۱۳۳ و از نظر جمعیت در ردهٔ ۱۶۰ قرار دارد. بوتان یک پادشاهی مشروطه است و وجره‌یانه دین رسمی این کشور محسوب می‌شود. تیمفو پایتخت و بزرگ‌ترین شهر بوتان است.
بوم‌سازگان کوهستانی هیمالیایی در شمال از دشت‌های نیمه‌گرمسیری سرسبز کشور در جنوب سرچشمه می‌گیرند. در هیمالیای بوتان، قله‌هایی بلندتر از ۷٬۰۰۰ متر (۲۳٬۰۰۰ فوت) از سطح آب‌های آزاد وجود دارد. گانگکهار پونزوم بلندترین قلهٔ بوتان و بلندترین کوه صعودنشده در جهان است. حیات وحش بوتان به دلیل تنوع آن قابل توجه است، از جمله تاکین هیمالیا.
بوتان و همسایه‌اش تبت گسترش دین بودایی که در شبه‌قارهٔ هند و در طول زندگی گوتاما بودا سرچشمه گرفت را تجربه کردند. در هزارهٔ اول، مکتب بودایی وجره‌یانه از جنوب امپراتوری پالا در بنگال به بوتان گسترش یافت. تبت، بوتان، سیکیم و بخش‌هایی از نپال، در زمانی که بودایی‌گری در هند در حال افول بود، به مدارس ماهایانا تبدیل شدند. بوتان همچنین تحت تأثیر امپراتوری تبت قرار گرفت. در طول قرن شانزدهم، نگاوانگ نامگیال دره‌های بوتان را به صورت یک ایالت واحد متحد کرد. نامگیال سه تهاجم تبتی را شکست داد، مدارس مذهبی رقیب را تحت سلطهٔ خود درآورد، نظام حقوقی تسا ییگ را تدوین کرد و دولتی متشکل از مدیران مذهبی و مدنی تأسیس کرد. نامگیال اولین ژابدرونگ رینپوچه (Zhabdrung Rinpoche) شد و جانشینان او مانند دالایی لاما در تبت به عنوان رهبران معنوی بوتان عمل می‌کردند. در طول قرن هفدهم، بوتان بخش‌های وسیعی از شمال شرق هند، سیکیم و نپال را تحت کنترل داشت. همچنین نفوذ قابل توجهی در ایالت کوچ بهار داشت. بوتان دوارهای بنگال را در طول جنگ بوتان در قرن نوزدهم به هند بریتانیا واگذار کرد. خاندان وانگچوک به عنوان پادشاهان قدرت را در دست گرفتند و روابط نزدیکتری با بریتانیایی‌ها در شبه‌قاره ایجاد کردند. در سال ۱۹۱۰، یک معاهده، مشاورهٔ بریتانیا در سیاست خارجی را در ازای خودمختاری داخلی در بوتان تضمین کرد. این توافق بر اساس معاهدهٔ جدیدی با هند در سال ۱۹۴۹ ادامه یافت که در آن هر دو کشور حاکمیت یکدیگر را به رسمیت شناختند. بوتان در سال ۱۹۷۱ به سازمان ملل متحد پیوست. از آن زمان تاکنون روابط خود را با ۵۵ کشور از جمله بنگلادش، اسرائیل، کویت، برزیل، ژاپن، تایلند، و ترکیه؛ همچنین اتحادیهٔ اروپا گسترش داده‌است. در حالی که بوتان به ارتش هند وابسته است، واحدهای نظامی خود را نیز در اختیار دارد.
پس از تغییرات در قانون اساسی در سال ۲۰۰۸، اصلاحات قانون اساسی یک دولت پارلمانی را با یک مجلس ملی منتخب، و یک شورای ملی ایجاد کرد. بوتان یکی از اعضای مؤسس اتحادیهٔ همکاری‌های منطقه‌ای جنوب آسیا است. در سال ۲۰۲۰، بوتان پس از سری‌لانکا و مالدیو در شاخص توسعهٔ انسانی در ردهٔ سوم در جنوب آسیا قرار گرفت. بوتان همچنین عضو انجمن آسیب‌پذیر آب و هوا، جنبش عدم متعهد، صندوق بین‌المللی پول، بانک جهانی، یونسکو و سازمان جهانی بهداشت است. بوتان در میان کشورهای عضو اتحادیهٔ همکاری‌های منطقه‌ای جنوب آسیا رتبهٔ اول را در شاخص آزادی اقتصادی، شاخص آسانی انجام کسب‌وکار، شاخص جهانی صلح) و شاخص ادراک فساد) در سال ۲۰۱۶ کسب کرد. بوتان دارای یکی از بزرگ‌ترین ذخایر آب برای انرژی آبی در جهان است. ذوب شدن یخچال‌های طبیعی ناشی از گرمایش جهانی یک نگرانی عمده در بوتان است.

## ریشه‌شناسی
ریشه‌شناسی دقیق «بوتان» ناشناخته است، اگرچه احتمالاً از درون‌نام تبتی «Böd» برای تبت گرفته شده‌است. به‌طور سنتی، آن را یک رونویسی از واژهٔ سانسکریت Bhoṭa-anta (भोट-अन्त) به معنای «پایان تبت» می‌دانند، که اشاره‌ای به موقعیت جغرافیایی بوتان به عنوان منتهی‌الیه جنوبی فلات و فرهنگ تبت است.
از قرن هفدهم، نام رسمی بوتان دروک یول (به معنای «کشور دودمان دروکپا» یا «سرزمین اژدهای تندر») بوده‌است. «بوتان» فقط در مکاتبات رسمی انگلیسی زبان استفاده می‌شود.
نام‌های مشابه بوتان - از جمله Bohtan, Buhtan, Bottanthis, Bottan و Bottanter- در حدود دههٔ ۱۵۸۰ در اروپا ظاهر شدند. کتاب شش سفر ژان باپتیست تاورنیه در سال ۱۶۷۶ اولین باری است که نام بوتان را ثبت کرده‌است. با این حال، به نظر می‌رسد که این نام‌ها نه به بوتان امروزی بلکه به پادشاهی تبت اشاره داشته‌است.

## تاریخ
ابزارهای سنگی، سلاح‌ها، فیل‌ها و بقایای سازه‌های سنگی بزرگ شواهدی را ارائه می‌دهند که نشان می‌دهد بوتان در اوایل سال ۲۰۰۰ پیش از میلاد مسکون بوده‌است، اگرچه هیچ گزارشی از آن زمان وجود ندارد. مورخان این نظریه را مطرح کرده‌اند که دولت لومون (به معنای، «تاریکی جنوبی»)، یا مونیول (به معنای «سرزمین تاریک»، اشاره‌ای به مونپا) ممکن است بین ۵۰۰ پیش از میلاد تا ۶۰۰ پس از میلاد وجود داشته باشد.
آیین بودایی اولین بار در سدهٔ هفتم پس از میلاد به بوتان معرفی شد. سونگتسن گامپو، پادشاه تبت، امپراتوری تبت را به سیکیم و بوتان گسترش داد. او دستور ساخت دو معبد بودایی به نام‌های بومتانگ در مرکز بوتان و در کیئیچو در نزدیکی پارو را صادر کرد. بودیسم در سال ۷۴۶ به‌طور جدی در زمان پادشاه سیندو راجا، یک پادشاه تبعیدی هندی که در چاخار گوتو حکومتی در بوم‌تانگ ایجاد کرده بود، تبلیغ شد.
بسیاری از تاریخ اولیهٔ بوتان نامشخص است زیرا بسیاری از اسناد مرتبط با بوتان در آتش‌سوزی پایتخت باستانی، بوتان یعنی پوناخا در سال ۱۸۲۷ نابود شد. در قرن دهم، توسعهٔ سیاسی بوتان به شدت تحت تأثیر تاریخ مذهبی آن قرار گرفت. زیرگروه‌های مختلف بودایی ظهور کردند که توسط جنگ‌سالاران مختلف مغول حمایت می‌شدند.
بوتان ممکن است تحت تأثیر دودمان یوآن بوده باشد زیرا که با آن شباهت‌های فرهنگی و مذهبی زیادی دارد.
پس از افول دودمان یوآن در سدهٔ چهاردهم، این گروه‌ها برای برتری در چشم‌انداز سیاسی و مذهبی با یکدیگر رقابت کردند که در نهایت منجر به برتری دودمان دروکپا در قرن شانزدهم شد.
به‌طور محلی، بوتان با نام‌های زیادی شناخته شده‌است. اولین سند غربی در مورد بوتان، مربوط به سال ۱۶۲۷ و متعلق به انجمن عیسی در پادشاهی پرتغال است.

## جغرافیا

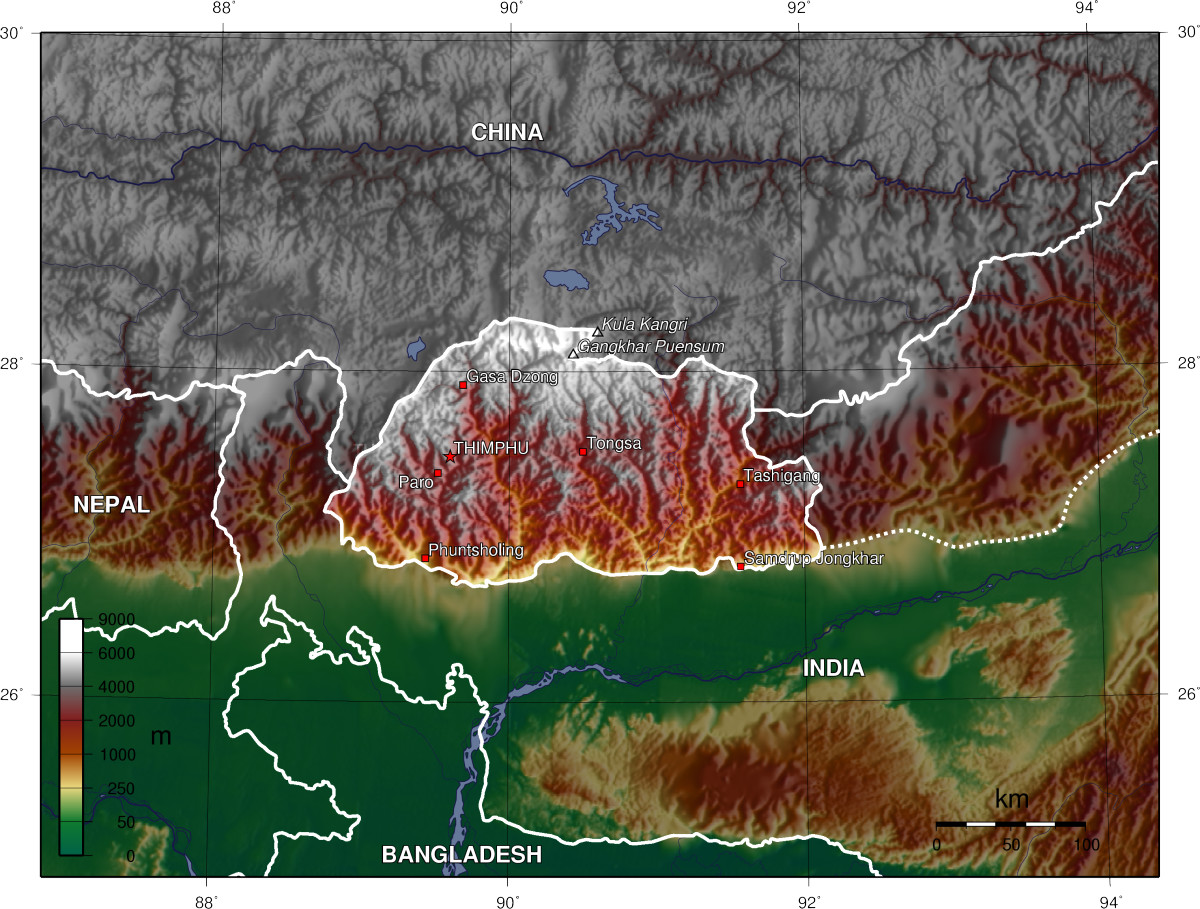
نقشهٔ توپوگرافی بوتان

بوتان در دامنه‌های جنوبی هیمالیای شرقی، قرار دارد و از سوی شمال با منطقهٔ خودمختار تبت چی، و از سمت غرب و جنوب با ایالت‌های هندی سیکیم، بنگال غربی، و آسام و از سوی شرق با و ایالت هندی آروناچال پرادش مرز مشترک دارد. بوتان بین عرض‌های جغرافیایی ۲۶ درجهٔ شمالی و ۲۹ درجهٔ شمالی، و طول‌های جغرافیایی ۸۸ درجهٔ شرقی و ۹۳ درجهٔ شرقی قرار دارد. این سرزمین عمدتاً از کوه‌های شیب‌دار و مرتفع تشکیل شده‌است که توسط شبکه‌ای از رودخانه‌های سریع تلاقی می‌کنند که قبل از سرریز به دشت‌های هند، دره‌های عمیقی را تشکیل می‌دهند. ارتفاع از ۲۰۰ متر (۶۶۰ فوت) در کوهپایه‌های جنوبی آغاز و به بیش از ۷٬۰۰۰ متر (۲۳٬۰۰۰ فوت) افزایش می‌یابد. این تنوع جغرافیایی بزرگ همراه با شرایط آب و هوایی به همان اندازه متنوع، به طیف برجستهٔ تنوع زیستی و اکوسیستم بوتان کمک کرده‌است.

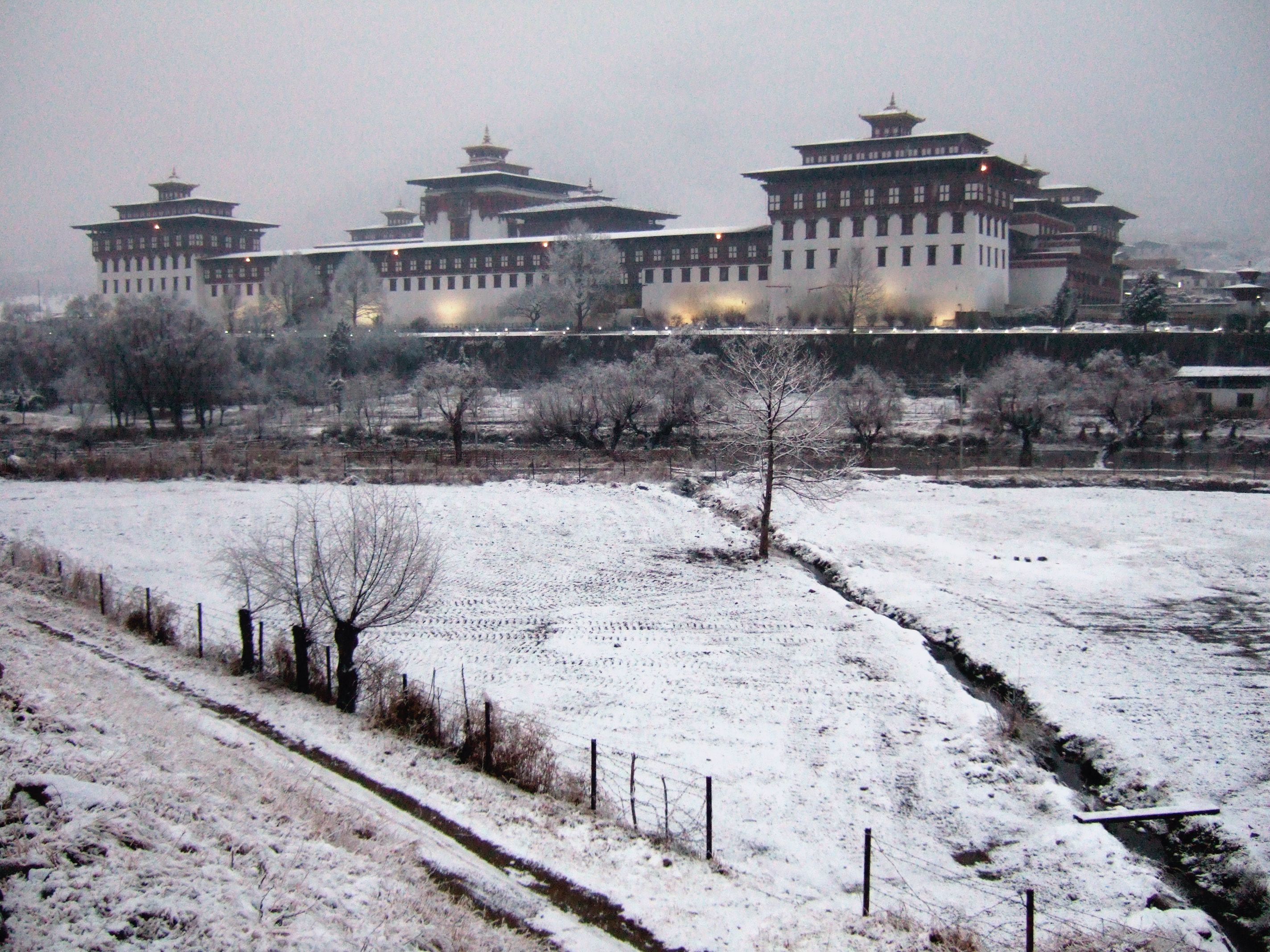
بارش برف در بوتان

منطقه شمالی بوتان متشکل از کمانی از جنگل‌های هیمالیایی شرقی و مراتع است که تا قله‌های کوهستانی یخبندان با آب و هوای بسیار سرد در بالاترین ارتفاعات می‌رسد. بیشتر قله‌ها در شمال بیش از ۷٬۰۰۰ متر (۲۳٬۰۰۰ فوت) بالاتر از سطح دریا هستند. بلندترین نقطهٔ بوتان گانگکهار پونزوم با ارتفاع ۷٬۵۷۰-متر (۲۴٬۸۴۰-فوت) است که وجه تمایز آن بلندترین کوه صعود نشده در جهان است. پست‌ترین نقطهٔ بوتان نیز با ارتفاع ۹۸ متر (۳۲۲ فوت)، در دره درنگمه چو، جایی که رودخانه از مرز هند می‌گذرد، قرار دارد.
کوه‌های سیاه در منطقهٔ مرکزی بوتان حوضه‌ای را بین دو سیستم رودخانه اصلی تشکیل می‌دهند: مو چو و درنگمه چو. ارتفاعات قله‌های سیاه کوه بین ۱٬۵۰۰ و ۴٬۹۲۵ متر (۴٬۹۲۱ و ۱۶٬۱۵۸ فوت) بالاتر از سطح دریا است و رودخانه‌های پر جریان، دره‌های عمیقی را در نواحی کوهستانی پایین‌تر ایجاد کرده‌اند. جنگل‌های کوه‌های مرکزی بوتان از جنگل‌های تابگاه هیمالیایی شرقی در ارتفاعات بالاتر و جنگل‌های پهن‌برگ هیمالیایی شرقی در ارتفاعات پایین‌تر تشکیل شده‌اند. جنگل‌های منطقهٔ مرکزی بیشتر تولیدات جنگلی بوتان را تأمین می‌کنند. تورسا، رایداک، سانکوش و ماناس رودهای اصلی بوتان هستند که از این منطقه می‌گذرند. بیشتر جمعیت در ارتفاعات مرکزی زندگی می‌کنند.
در جنوب، تپه‌های شیوالیک با جنگل‌های پهن‌برگ نیمه‌گرمسیری هیمالیا پوشیده شده‌است، دره‌های رودخانه‌ای دشت آبرفتی، و کوه‌هایی تا ارتفاع حدود ۱٬۵۰۰ متر (۴٬۹۰۰ فوت) از سطح دریا کوهپایه‌ها به دشت نیمه گرمسیری دوراس فرود می‌آیند. بیشتر دوراس در هند است، اما یک نوار به عرض ۱۰ تا ۱۵ کیلومتر (۶٫۲ تا ۹٫۳ مایل) تا بوتان امتداد دارد. دوار بوتان به دو بخش شمالی و جنوبی تقسیم می‌شود.

دوارهای شمالی که به دامنه‌های هیمالیا نزدیک‌ترند، دارای زمین‌های ناهموار و شیب‌دار و خاک خشک و متخلخل با پوشش گیاهی متراکم و حیات وحش فراوان است. دوارهای جنوبی دارای خاک نسبتاً حاصلخیز، علفزار گرم‌دشت، جنگل‌های متراکم و مختلط و چشمه‌های آب شیرین هستند. رودخانه‌های کوهستانی که از ذوب شدن برف یا باران‌های موسمی تغذیه می‌شوند، به رود براهماپوترا در هند می‌ریزند. داده‌های منتشر شده توسط وزارت کشاورزی نشان می‌دهد که این کشور تا اکتبر ۲۰۰۵ دارای ۶۴ درصد پوشش جنگلی بوده‌است.

طبیعت بوتان
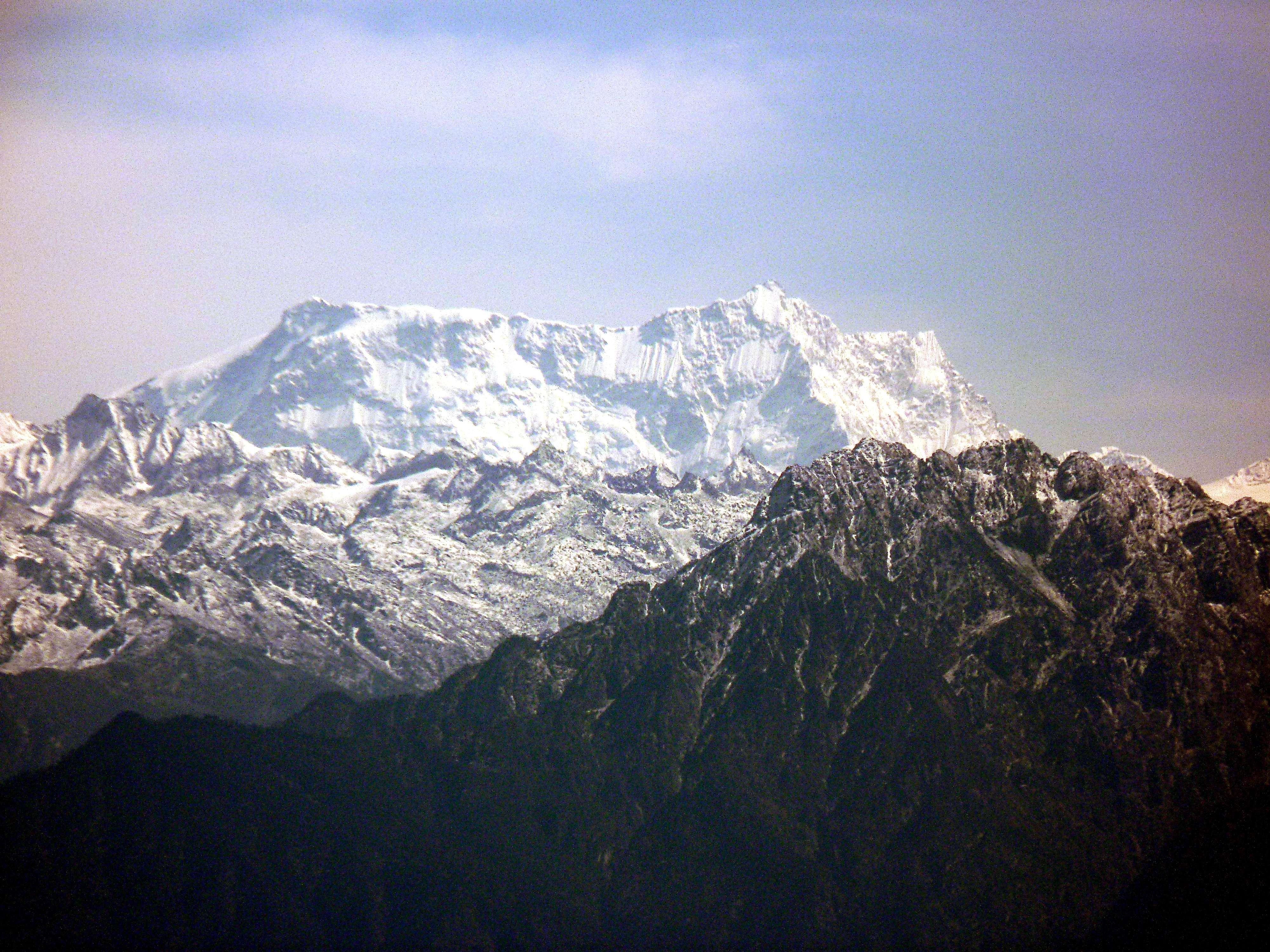
گانگکهار پونزوم، بلندترین قله در بوتان
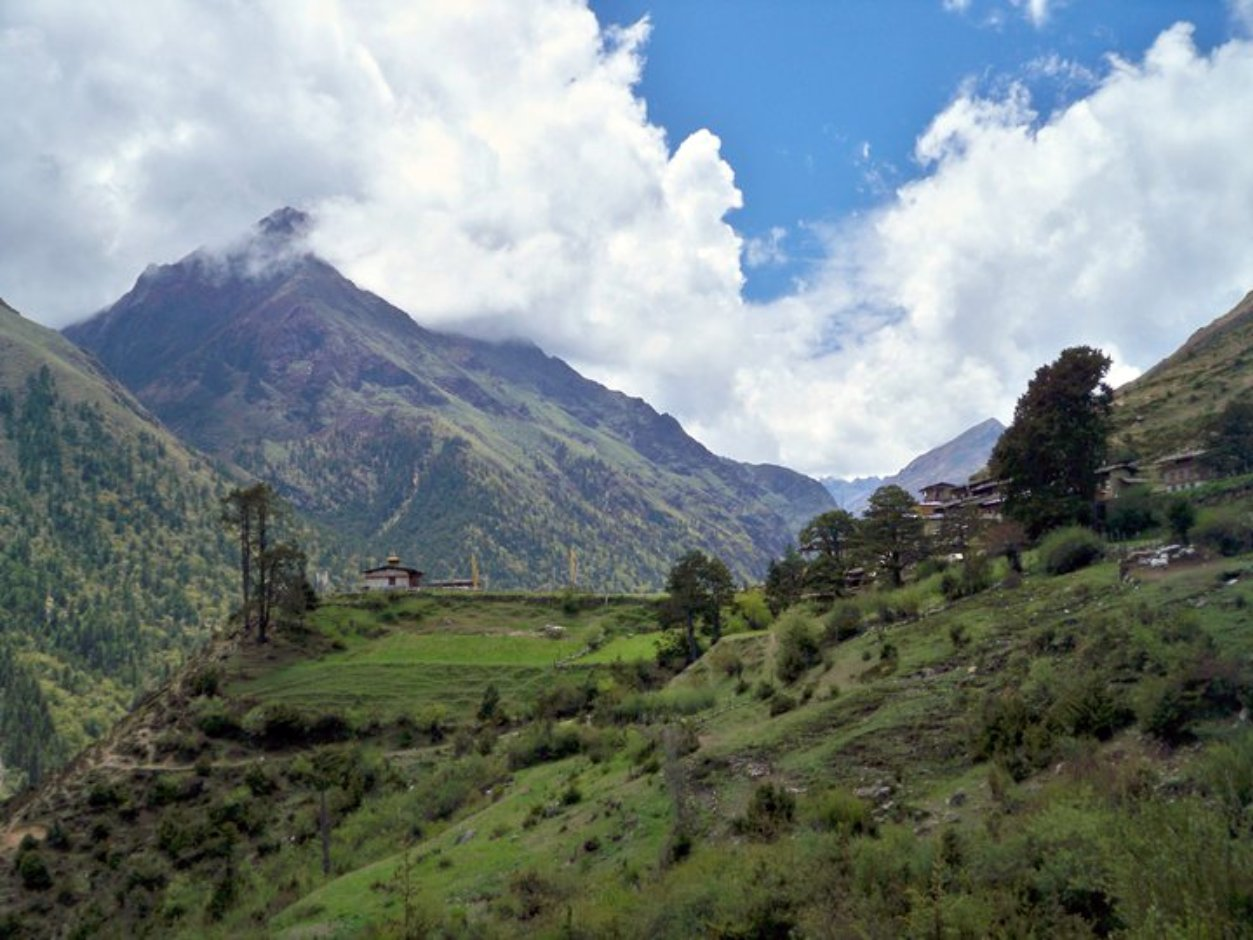
چشم‌انداز جنگل‌های هیمالیایی
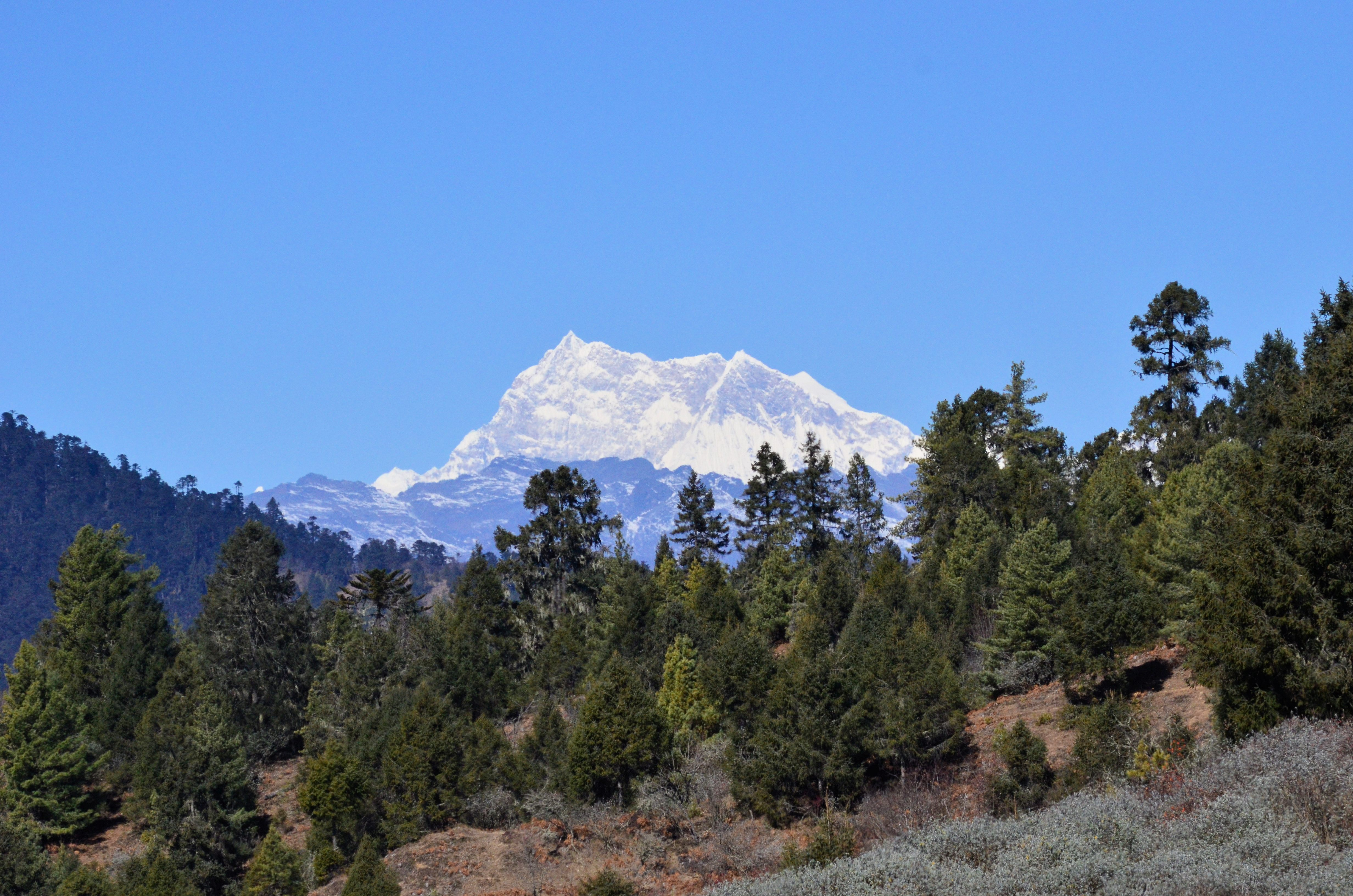
یک قلهٔ هیمالیا از جکار
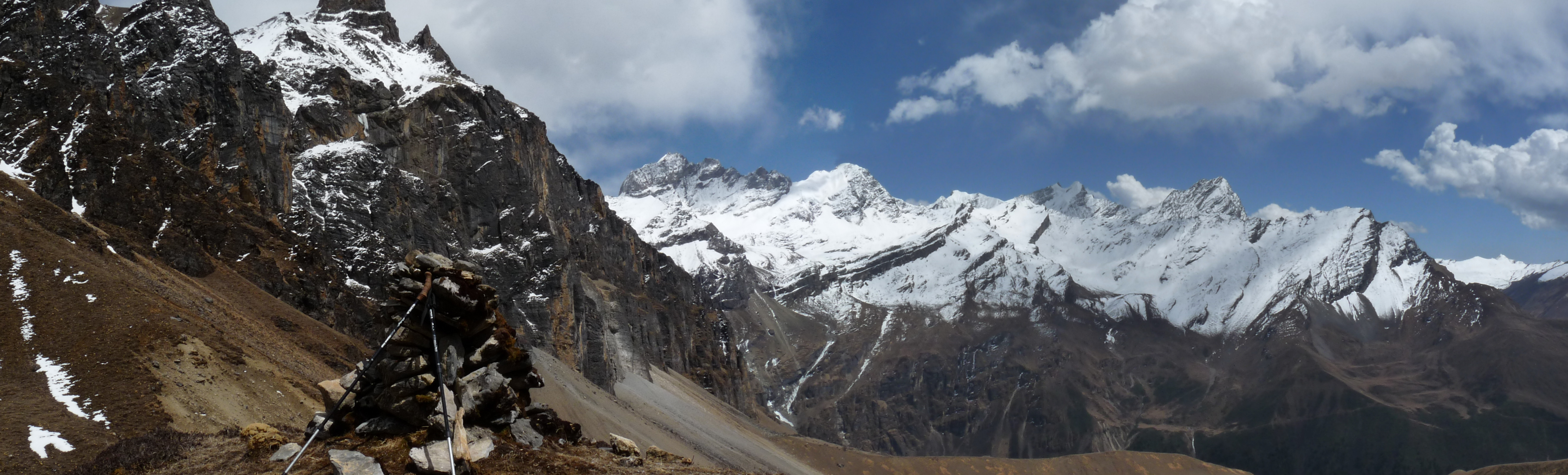
پارک ملی جیگمه دورجی
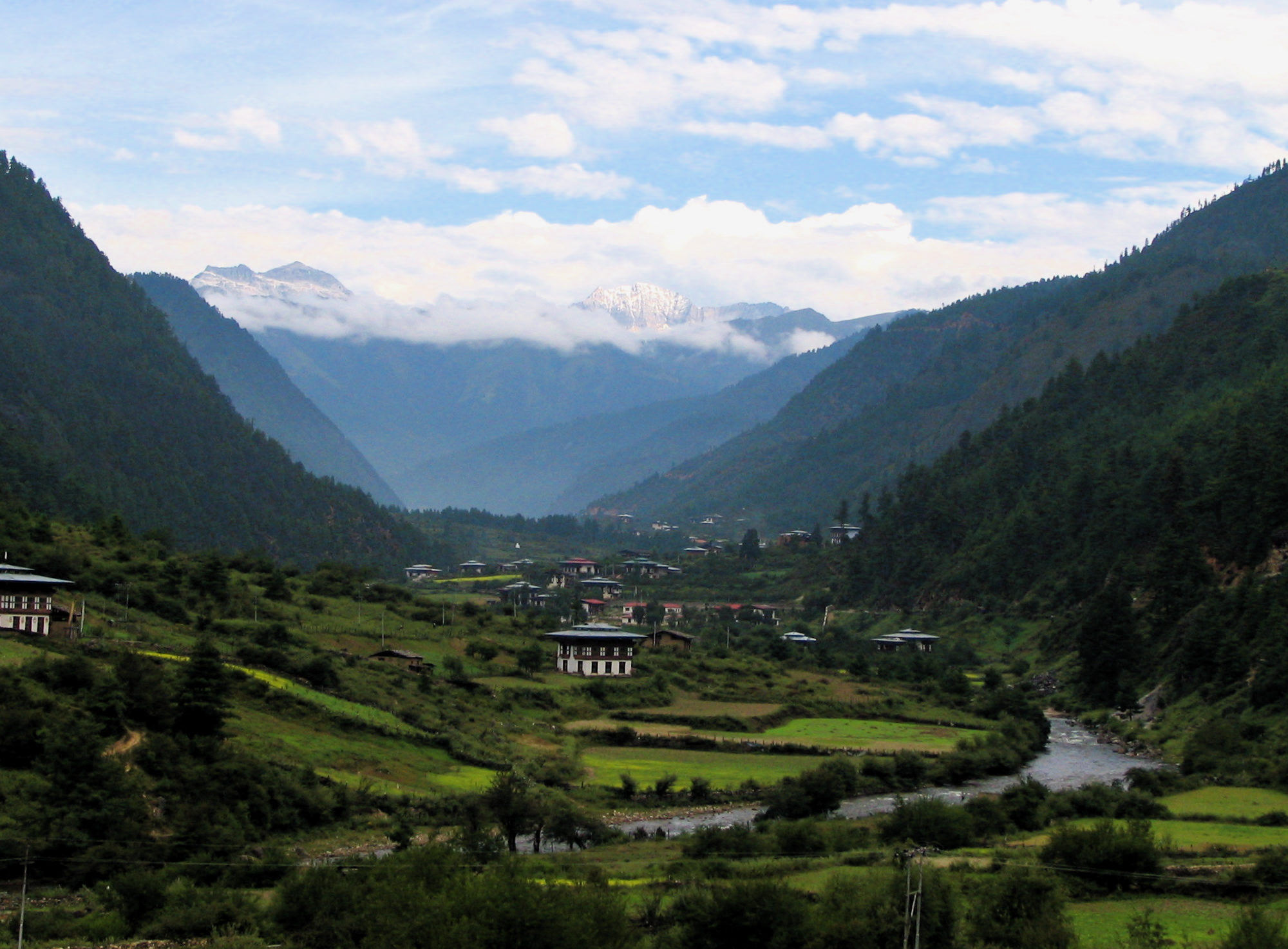
درهٔ‌ها در غرب بوتان

### آب و هوا
آب و هوای بوتان بنا به ارتفاع متفاوت است، از نیمه گرمسیری در جنوب تا معتدل در ارتفاعات و آب و هوای اقلیم قطبی با برف در طول سال در شمال. بوتان پنج فصل متمایز را تجربه می‌کند: تابستان، موسمی، پاییز، زمستان و بهار. بوتان غربی باران‌های موسمی شدیدتری دارد. جنوب بوتان تابستان‌های گرم و مرطوب و زمستان‌های خنک دارد. بوتان مرکزی و شرقی معتدل‌تر و خشک‌تر از غرب با تابستان‌های گرم و زمستان‌های خنک است.

### تنوع زیستی
بوتان کنوانسیون تنوع زیستی را در ۱۱ ژوئن ۱۹۹۲ امضا کرد و در ۲۵ اوت ۱۹۹۵ به عضویت این کنوانسیون درآمد. متعاقباً یک استراتژی ملی تنوع زیستی و برنامه اقدام با دو تجدید نظر تهیه کرد که آخرین آنها در ۴ فوریه ۲۰۱۰ توسط کنوانسیون دریافت شد.

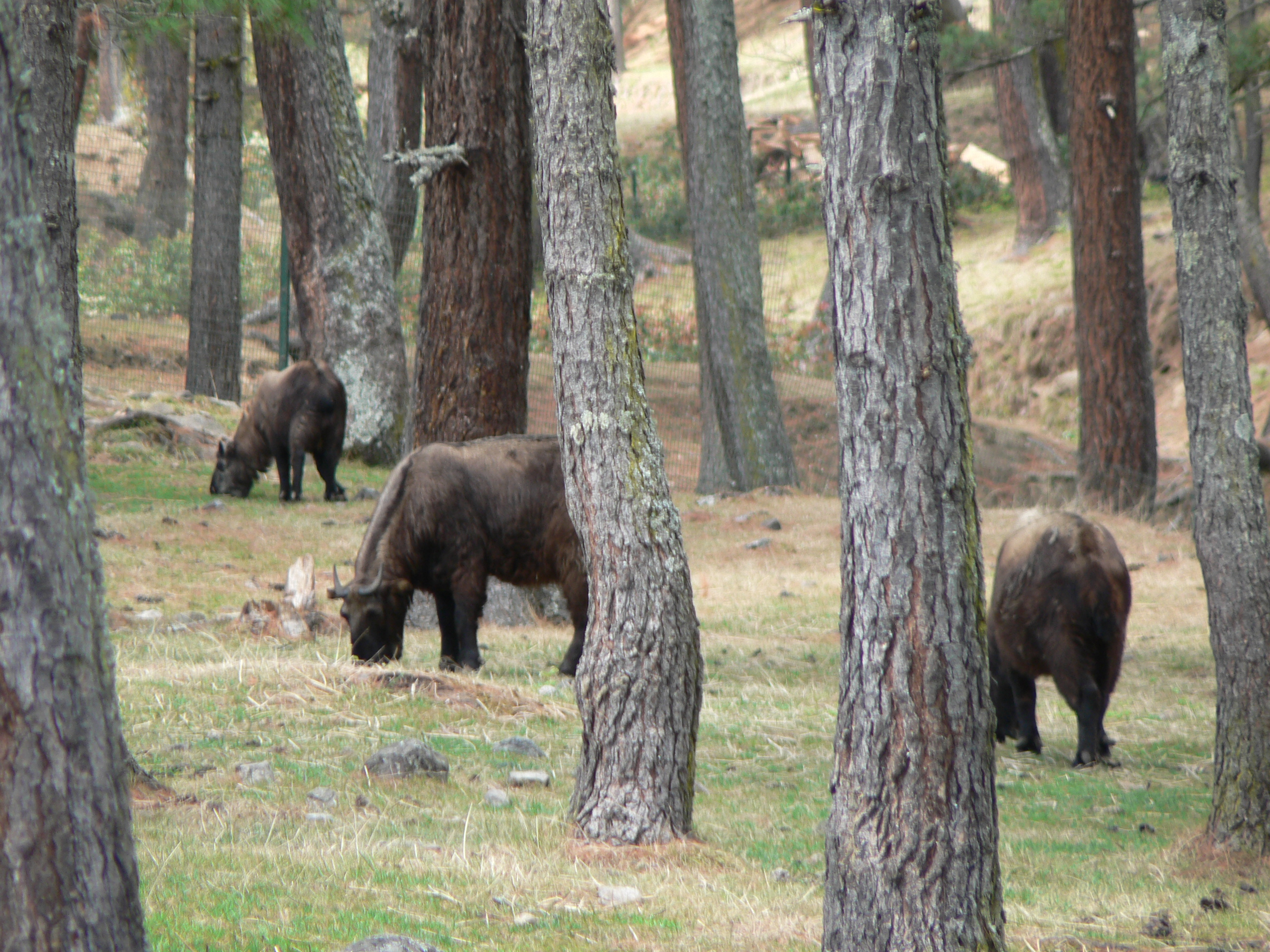
تاکین جانور ملی بوتان است.

#### حیوانات

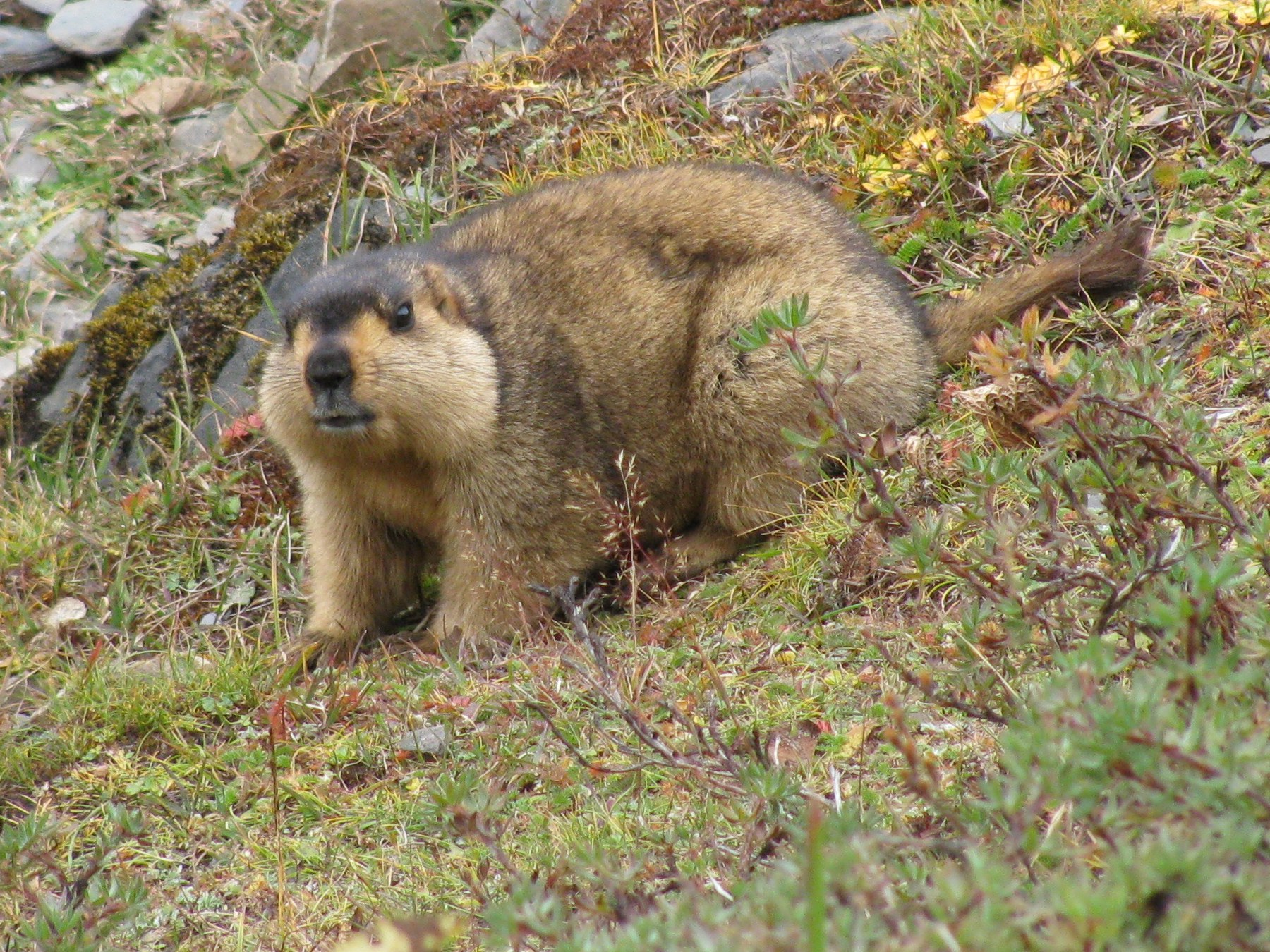
مارموت هیمالیایی در دریاچهٔ تشوفو

بوتان دارای حیات نخستی غنی است، با گونه‌های کمیاب مانند لانگور طلایی. یک نوع ماکاک آسامی نیز ثبت شده‌است که توسط برخی مقامات به عنوان گونهٔ جدیدی به نام Macaca munzala در نظر گرفته شده‌است.
ببر بنگال، پلنگ ابری، خرگوش زبرمو و خرس تنبلدر دشت‌های گرمسیری و جنگل‌های چوب سخت در جنوب زندگی می‌کنند. در منطقهٔ معتدل، دم‌بلند خاکستری، ببر، گورال و بز سرو در جنگل‌های مختلط مخروطی، پهن برگ و کاج یافت می‌شوند. درختان میوه‌دار و بامبو زیستگاه خرس سیاه هیمالیایی، پاندای سرخ، سنجاب، گوزن سمبر، خوک و گوزن فریادکش را فراهم می‌کند. زیستگاه‌های کوهستانی هیمالیا در شمال خانهٔ پلنگ برفی، گوسفند آبی هیمالیا، مارموت، گرگ تبتی، شاخ‌درازان، آهوی ختن هیمالیا و تاکین است. گاومیش آبی وحشی در حال انقراض در جنوب بوتان، هرچند به تعداد کم، وجود دارد.
بیش از ۷۷۰ گونه پرنده در بوتان ثبت شده‌است. مرغابی بال‌سفید در معرض خطر جهانی در سال ۲۰۰۶ به فهرست پرندگان بوتان اضافه شده‌است.

#### گیاهان
بیش از ۵۴۰۰ گونه گیاهی در بوتان یافت می‌شود، از جمله Pedicularis cacuminidenta. قارچ‌ها بخش مهمی از اکوسیستم بوتان را تشکیل می‌دهند، با همزیستی قارچ‌ریشه که درختان جنگلی را با مواد مغذی معدنی لازم برای رشد تأمین می‌کنند، و با پوسیدگی چوب و گونه‌های در حال تجزیه بستر نقش مهمی در بازیافت طبیعی بازی می‌کنند.

## دولت و سیاست

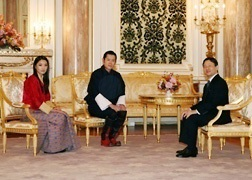
شاه بوتان جیگمی خسار نامگیال وانگچوک و ملکهٔ او جتسون پما در کنار امپراتور ژاپن آکی‌هیتو

بوتان یک پادشاهی مشروطه با نظام پارلمانی است. پادشاه حاکم جیگمی خسار نامگیال وانگچوک است. نخست‌وزیر کنونی بوتان لوتی تشرینگ، و رهبر حزب دروک نیامروپ تشوگپا است. در سال ۲۰۱۹، بوتان در فهرست شاخص مردم‌سالاری به عنوان یک نظام ترکیبی در کنار همسایگان منطقه‌ای خود نپال و بنگلادش طبقه‌بندی شد. اقلیت‌ها از سال ۲۰۰۸ به‌طور فزاینده ای در دولت بوتان، از جمله در کابینه، پارلمان و دولت محلی حضور دارند.
دروک گیالپو (به معنای «شاه اژدها») رئیس کشور است. نظام سیاسی حق رأی عمومی را اعطا می‌کند. این کشور متشکل از شورای ملی، مجلس علیا با ۲۵ عضو منتخب و شورای ملی با ۴۷ قانونگذار منتخب از احزاب سیاسی است.
قدرت اجرایی توسط شورای وزیران به رهبری نخست‌وزیر اعمال می‌شود. قوهٔ مقننه هم در اختیار دولت و هم مجلس شورای ملی است. قوه قضائیه در اختیار دادگستری است. سیستم حقوقی از قانون نیمه تئوکراتیک Tsa Yig سرچشمه می‌گیرد و در سدهٔ بیستم تحت تأثیر قانون عرفی انگلیسی قرار گرفت.

### فرهنگ سیاسی

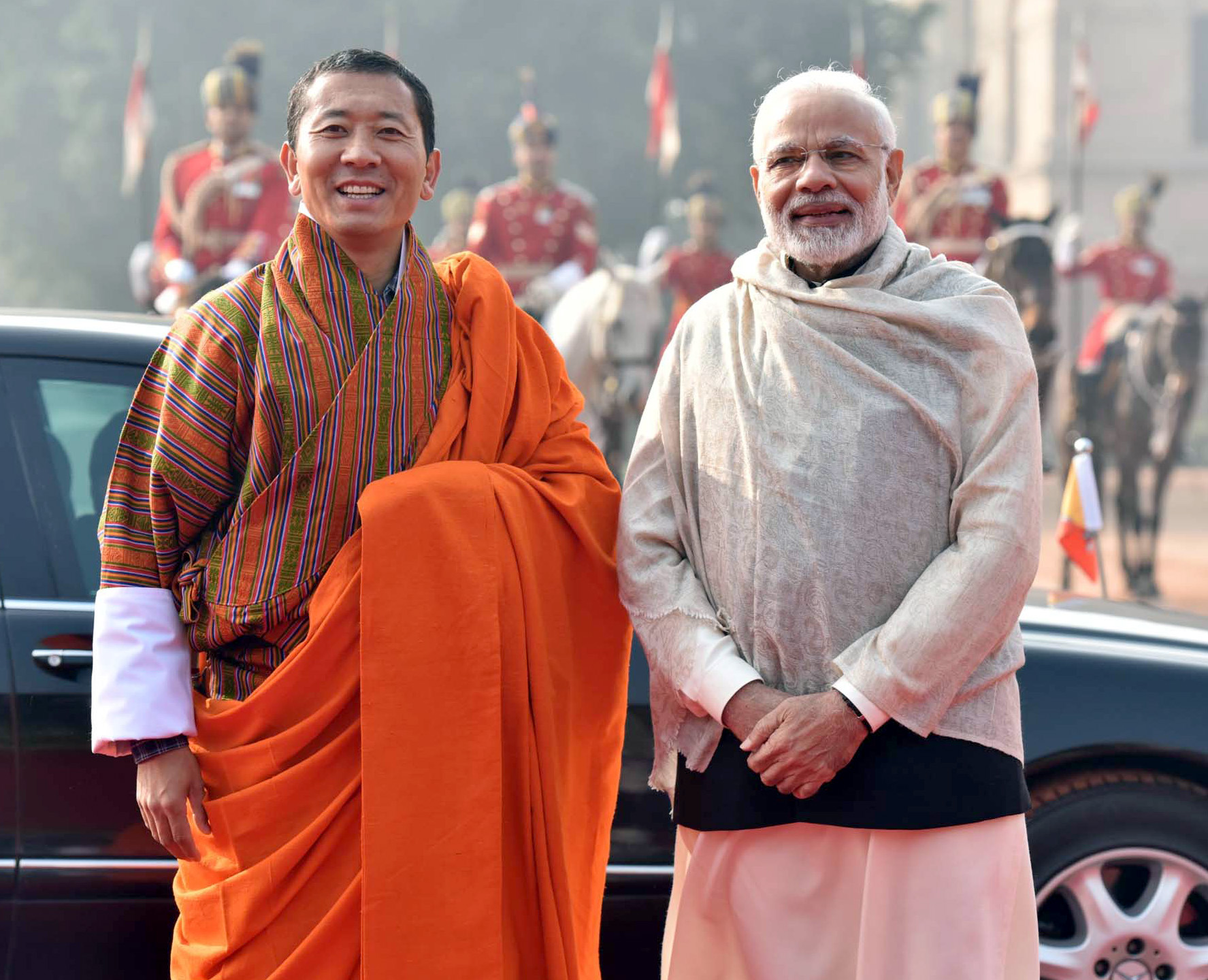
لوتی تشرینگ و نارندرا مودی

اولین انتخابات عمومی برای مجلس ملی در ۲۴ مارس ۲۰۰۸ برگزار شد. رقبای اصلی حزب صلح و شکوفایی بوتان (DPT) به رهبری جیگمی تینلی و حزب دموکراتیک خلق (PDP) به رهبری سانگی نجیداپ بودند که حزب صلح و شکوفایی بوتان در انتخابات پیروز شد و ۴۵ کرسی از ۴۷ کرسی را به دست آورد. جیگمی تینلی از سال ۲۰۰۸ تا ۲۰۱۳ به عنوان نخست‌وزیر خدمت کرد.
حزب دموکراتیک خلق‌ها در انتخابات سال ۲۰۱۳ به قدرت رسید. ۳۲ کرسی و ۵۴٫۸۸ درصد آرا را به دست آورد. تشرینگ توبگای رهبر حزب دموکراتیک خلق از سال ۲۰۱۳ تا ۲۰۱۸ به عنوان نخست‌وزیر خدمت کرد.
دروک نیامپروپ تشوگپا بیشترین تعداد کرسی‌ها را در انتخابات مجلس ملی ۲۰۱۸ به دست آورد، و لوتی تشرینگ را به نخست‌وزیری و دروک نیامپروپ تشوگپا برای اولین بار به دولت آورد.

### واحدهای سیاسی
بوتان به بیست «دزونگخاگ» (ناحیه) تقسیم می‌شود که توسط نهادی به نام «دزونگخاگ تشوگدو» اداره می‌شود.
| ناحیه‌های پادشاهی بوتان | ناحیه‌های پادشاهی بوتان | ناحیه‌های پادشاهی بوتان | ناحیه‌های پادشاهی بوتان |
| ناحیه                  | نام به زبان دزونگخا    | ناحیه                  | نام به زبان دزونگخا    |
| ---------------------- | ---------------------- | ---------------------- | ---------------------- |
| ۱. بومتهنگ             | བུམ་ཐང་རྫོང་ཁག་           | ۱۱. سادروپ جونگخار     | བསམ་གྲུབ་ལྗོངས་མཁར་རྫོང་ཁག་  |
| ۲. چوخا                | ཆུ་ཁ་རྫོང་ཁག་             | ۱۲. سامتس              | བསམ་རྩེ་རྫོང་ཁག་           |
| ۳. داگانا              | དར་དཀར་ན་རྫོང་ཁག་        | ۱۳. سرپانگ             | གསར་སྤང་རྫོང་ཁག་          |
| ۴. گاسا                | མགར་ས་རྫོང་ཁག་           | ۱۴. تیمفو              | ཐིམ་ཕུ་རྫོང་ཁག་            |
| ۵. ها                  | ཧཱ་རྫོང་ཁག་               | ۱۵. تراشیگانگ          | བཀྲ་ཤིས་སྒང་རྫོང་ཁག་        |
| ۶. لهونتسه             | ལྷུན་རྩེ་རྫོང་ཁག་            | ۱۶. تراشیانگتس         | བཀྲ་ཤིས་གཡང་རྩེ་རྫོང་ཁག་     |
| ۷. مونگار              | མོང་སྒར་རྫོང་ཁག་           | ۱۷. ترونگسا            | ཀྲོང་གསར་རྫོང་ཁག་          |
| ۸. پارو                | སྤ་རོ་རྫོང་ཁག་             | ۱۸. تسیرنگ             | རྩི་རང་རྫོང་ཁག་            |
| ۹. پماگاتشل            | པད་མ་དགའ་ཚལ་རྫོང་ཁག་     | ۱۹. وانگدودودرنگ       | དབང་འདུས་ཕོ་བྲང་རྫོང་ཁག་    |
| ۱۰. پوناخا             | སྤུ་ན་ཁ་རྫོང་ཁག་           | ۲۰. ناحیه ژهمگانگ      | གཞམས་སྒང་རྫོང་ཁག་         |

### ارتش

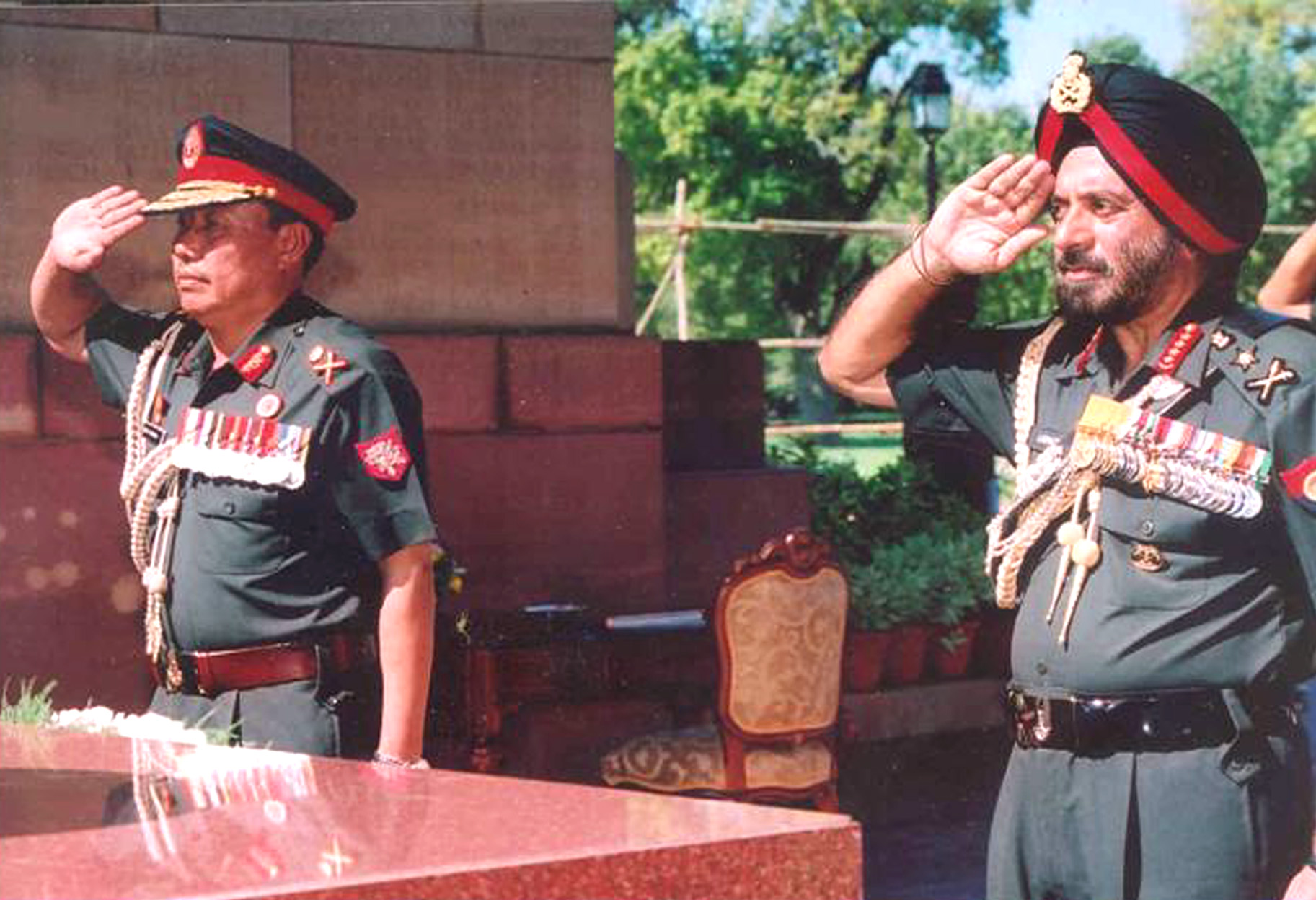
رئیس ستاد ارتش سلطنتی بوتان (سمت چپ) و همتای هندی او (راست) در سال ۲۰۰۶

ارتش پادشاهی بوتان متشکل از خدمت نظامی شهروندان این کشور است و بر اساس نظرسنجی گلوبال فایر پاور، یکی از ضعیف‌ترین نیروهای مسلح در جهان است. نیروهای مسلح این کشور شامل گارد محافظت سلطنتی و پلیس سلطنتی بوتان می‌شود. عضویت در ارتش داوطلبانه است و حداقل سن برای عضویت در آن ۱۸ سال است. تعداد اعضای دائمی ارتش حدود ۱۶٫۰۰۰ نفر است و توسط ارتش هند آموزش داده می‌شوند. بودجهٔ سالانهٔ ارتش حدود ۱۳٫۷ میلیون دلار آمریکا (۱٫۸ درصد از تولید ناخالص داخلی) است. به عنوان یک کشور محصور در خشکی، بوتان نیروی دریایی ندارد و همین‌طور فاقد نیروی هوایی است. ارتش این کشور برای کمک هوایی به فرماندهی هوایی شرقی نیروی هوایی هند متکی است.

### حقوق بشر
بوتان توسط خانهٔ آزادی به عنوان «تا حدودی آزاد» رتبه‌بندی شده‌است. پارلمان بوتان در سال ۲۰۲۰ از همجنس‌گرایی جرم‌زدایی کرد.
زنان در بوتان به دلیل آداب و رسوم و جنبه‌هایی از فرهنگ بوتان که نقش زن را در خانه دیکته می‌کند، نسبت به مردان در سیاست کمتر فعال هستند. این منجر به محدود شدن صدای آنها در دولت می‌شود. بوتان با ثبت نام تعداد بیشتری از دختران در مدرسه و همچنین ایجاد «کمیسیون ملی زنان و کودکان» (NCWC) در سال ۲۰۰۴، گام‌هایی به سوی برابری جنسیتی برداشته است. این برنامه برای ترویج و حمایت از حقوق زنان و کودکان ایجاد شده‌است. بوتان همچنین اولین زن دزونگدا، معادل دادستان منطقه را در سال ۲۰۱۲ و اولین وزیر زن خود را در سال ۲۰۱۳ انتخاب کرد. همچنین بوتان جزو کشورهایی است که مجازات اعدام در آن وجود ندارد.

## اقتصاد

میزان و نوع صادرات بوتان در سال ۲۰۱۹

واحد پول بوتان نگولتروم است که ارزش آن نسبت به روپیهٔ هند ثابت است. روپیهٔ هند نیز به عنوان ارز قانونی در این کشور پذیرفته شده‌است. اگرچه اقتصاد بوتان یکی از کوچک‌ترین اقتصادهای جهان است، در سال‌های اخیر رشد سریعی داشته، ۸ درصد در سال ۲۰۰۵ و ۱۴ درصد در سال ۲۰۰۶. در سال ۲۰۰۷، بوتان دومین اقتصاد با سریع‌ترین رشد را در جهان داشت. نرخ رشد اقتصادی سالانه ۲۲٫۴ درصد عمدتاً به دلیل راه‌اندازی نیروگاه برق آبی تالا بود. در سال ۲۰۱۲، درآمد سرانهٔ بوتان ۲٫۴۲۰ دلار آمریکا بود.
اقتصاد بوتان بر پایهٔ کشاورزی، جنگل‌داری، گردشگری و فروش نیروی برق آبی برق آبی به هند است. کشاورزی معیشت اصلی ۵۵٫۴ درصد از جمعیت را تأمین می‌کند. شیوه‌های کشاورزی عمدتاً شامل کشاورزی معیشتی و دامپروری است. صنایع دستی، به ویژه بافندگی و ساخت هنرهای مذهبی نیز یک صنعت کوچک در این کشور است.
ناهمواری‌های متعدد و ارتفاع بالا و عدم دسترسی به دریا باعث شده‌است که بوتان نتواند از تجارت قابل توجه محصولات خود بهره‌مند شود. بوتان ترابری ریلی ندارد، اگرچه راه‌آهن هند در نظر دارد جنوب بوتان را به شبکهٔ وسیع خود تحت توافقنامه‌ای که در ژانویهٔ ۲۰۰۵ امضا شد، متصل کند. بوتان و هند در سال ۲۰۰۸ توافقنامهٔ تجارت آزاد را امضا کردند که به علاوه به واردات و صادرات بوتانی از بازارهای ثالث اجازهٔ عبور از هند را بدون تعرفه می‌دهد. بوتان تا سال ۱۹۶۰ با منطقهٔ خودمختار تبت چین روابط تجاری داشت، که پس از هجوم پناهجویان، مرز خود با چین را بست.
دسترسی به ظرفیت زیستی در بوتان بسیار بالاتر از میانگین جهانی است. در سال ۲۰۱۶، بوتان دارای ۵ هکتار ظرفیت زیستی جهانی برای هر نفر در قلمرو خود بود، که بسیار بیشتر از میانگین جهانی ۱٫۶ هکتار برای هر نفر است.
بخش صنعت در حال حاضر در مرحلهٔ نوپایی است. اگرچه بیشتر تولیدات از صنعت روستایی انجام می‌شود، صنایع بزرگتر تشویق می‌شوند و برخی از صنایع مانند سیمان، فولاد و آلیاژ آهنی راه‌اندازی شده‌اند. اکثر پروژه‌های توسعه‌ای، مانند ساخت و ساز جاده، به کار قراردادی از هند متکی هستند. محصولات کشاورزی شامل برنج، فلفل، لبنیات (بعضی از گاومیش، بیشتر گاو)، گندم سیاه، جو، سیب و مرکبات و ذرت در ارتفاعات پایین‌تر است. صنایع شامل سیمان، محصولات چوبی، میوه‌های فرآوری‌شده، نوشیدنی‌های الکلی و کلسیم کاربید است.

توسعهٔ شاخص تولید ناخالص داخلی در بوتان از سال ۱۹۹۰

بوتان شاهد رشد اخیر در بخش فناوری، در زمینه‌هایی مانند فناوری سبز و اینترنت/تجارت الکترونیک بوده‌است. در می ۲۰۱۲، پارک فناوری تیمفو در پایتخت راه‌اندازی شد. این مرکز، شرکت‌های نوپا را از طریق «مرکز نوآوری و فناوری بوتان» (BITC) رشد می‌دهد.
درآمدهای بیش از ۱۰۰٫۰۰۰ نگولتروم در سال مشمول مالیات هستند، اما از آنجایی که بوتان در حال حاضر یکی از کشورهای کمترتوسعه‌یافتهٔ جهان است، تعداد کمی از حقوق بگیران واجد شرایط پرداخت مالیات هستند. نرخ تورم بوتان در سال ۲۰۰۳ سه درصد تخمین زده شد. بوتان دارای تولید ناخالص داخلی در حدود ۵٫۸۵ میلیارد دلار آمریکا است که آن را به صد و پنجاه و هشتمین اقتصاد بزرگ در جهان تبدیل می‌کند. درآمد سرانه (PPP) حدود ۷٫۶۴۱ دلار است که در رتبهٔ ۱۴۴ قرار دارد. درآمدهای دولت بالغ بر ۴۰۷٫۱ میلیون دلار است، اگرچه هزینه‌ها بالغ بر ۶۱۴ میلیون دلار است. با این حال، بیست و پنج درصد از هزینه‌های بودجه توسط وزارت امور خارجهٔ هند تأمین می‌شوند.
صادرات بوتان، عمدتاً شامل برق، هل، گچ، الوار، صنایع دستی، سیمان، میوه، سنگ‌های قیمتی و ادویه‌جات و ترشی جات، مجموعاً ۱۲۸ میلیون یورو (برآورد ۲۰۰۰) است. با این حال، واردات بالغ بر ۱۶۴ میلیون یورو است که منجر به کسری تراز تجاری می‌شود. اقلام اصلی وارداتی شامل سوخت و روان‌کننده‌ها، غلات، ماشین‌آلات، وسایل نقلیه، پارچه و برنج است. شریک اصلی صادرات بوتان هند است که ۵۸٫۶ درصد از کالاهای صادراتی آن را به خود اختصاص داده‌است. هنگ‌کنگ (۳۰٫۱ درصد) و بنگلادش (۷٫۳ درصد) دو شریک اصلی صادراتی دیگر هستند. از آنجایی که مرز آن با منطقهٔ خودمختار تبت مسدود اس، تجارت بین بوتان و چین در حال حاضر تقریباً وجود ندارد. شرکای وارداتی بوتان را هند (۷۴٫۵ درصد)، ژاپن (۷٫۴ درصد) و سوئد (۳٫۲ درصد) تشکیل می‌دهند.

### گردشگری
در سال ۲۰۱۴، بوتان پذیرای ۱۳۳٫۴۸۰ گردشگر خارجی بود. به دنبال تبدیل شدن به یک مقصد با ارزش، هزینهٔ روزانه‌ای بین ۱۸۰ تا ۲۹۰ دلار آمریکا (یا بیشتر) را به گردشگران تحمیل می‌کند که شامل تور و اقامت در هتل می‌شود. این صنعت برای ۲۱٫۰۰۰ نفر شغل ایجاد کرده و و ۱٫۸ درصد از تولید ناخالص داخلی را تشکیل می‌دهد.

## مردم

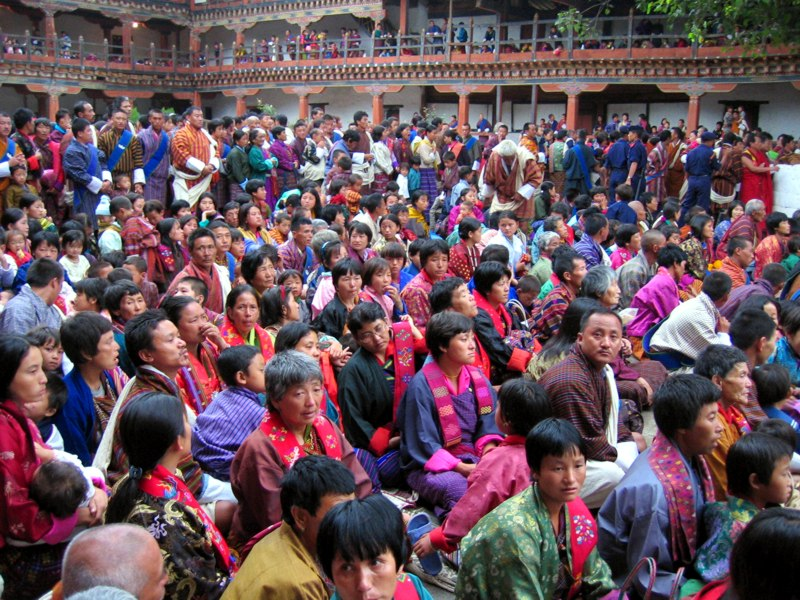
مردم بوتان با لباس ملی در جشنوارهٔ ونگدو فودرانگ

بوتان در سال ۲۰۱۶ دارای ۷۹۷٬۷۶۵ نفر جمعیت بود. میانگین سنی در بوتان ۲۴٫۸ سال است. به ازای هر ۱٫۰۰۰ زن، ۱٫۰۷۰ مرد وجود دارد و نرخ باسوادی در بوتان ۵۹٫۵ درصد است.

### گروه‌های قومی
مردم بوتان عمدتاً از نگالوپ‌ها و شارچوپ‌ها تشکیل شده‌اند که به ترتیب بوتانی‌های غربی و بوتانی‌های شرقی نامیده می‌شوند. اگرچه شارچوپ‌ها از نظر اندازهٔ جمعیتی کمی بزرگ‌تر هستند، نگالوپ‌ها بر حوزهٔ سیاسی مسلطند، زیرا پادشاه و نخبگان سیاسی به این گروه تعلق دارند. نگالوپ‌ها عمدتاً متشکل از بوتانی‌هایی هستند که در بخش غربی کشور زندگی می‌کنند. فرهنگ آنها ارتباط نزدیکی با فرهنگ تبت دارد. تقریباً همین را می‌توان در مورد شارچوپ‌ها، بزرگ‌ترین گروه، که به‌طور سنتی به جای شکل رسمی دروکپا کاگیو از بودیسم تبتی پیروی می‌کنند، گفت. در دوران مدرن، با بهبود زیرساخت‌های حمل و نقل، ازدواج‌های زیادی بین این گروه‌ها وجود داشته‌است.
مردم لوتشامپا، به معنای «بوتانی جنوبی»، گروهی ناهمگون از اجداد عمدتاً نپالی هستند که به دنبال به رسمیت شناختن سیاسی و فرهنگی از جمله برابری در حق اقامت، زبان و پوشش بوده‌اند. برآوردهای غیررسمی ادعا می‌کنند که در سرشماری سال ۱۹۸۸ آنها ۴۵ درصد جمعیت را تشکیل می‌دادند. از دههٔ ۱۹۸۰، بوتان برای اعمال تسلط فرهنگی (از نظر زبان، لباس و مذهب) و سیطرهٔ سیاسی بر اکثریت مردم دروکپا، سیاست «یک ملت یک مردم» را اتخاذ کرد. این سیاست در ممنوعیت آموزش زبان نپالی در مدارس و محرومیت از شهروندی برای کسانی که قادر به اثبات رسمی مالکیت زمین قبل از سال ۱۹۵۰ نبودند، آشکار شد به‌ویژه گروه‌های اقلیت نپالی‌زبان را هدف قرار می‌داد، نمایندهٔ یک سوم از جمعیت در آن زمان. این منجر به ناآرامی‌های گسترده و تظاهرات سیاسی شد. در سال ۱۹۸۸، مقامات بوتان یک سرشماری ویژه در جنوب بوتان، در منطقهٔ پر جمعیت لوتشامپا انجام دادند، که منجر به غیر بوتانی نامیدن آنها، و به دنبال آن اخراج اجباری ۱۰۷٫۰۰۰ نفر از مردم لوتشامپا شد که در آن زمان تقریباً یک ششم کل جمعیت را تشکیل می‌دادند. کسانی که طبق قانون ملیت در سال ۱۹۵۸ به آنها تابعیت داده شده بود، تابعیت آنها سلب شد. اعضای پلیس و ارتش بوتان در سوزاندن خانه‌های مردم لوتشامپا، مصادرهٔ زمین و سایر موارد نقض گستردهٔ حقوق بشر از جمله دستگیری، شکنجه و تجاوز به مردم لوتشامپا شرکت داشتند. پس از اخراج اجباری از بوتان، مردم لوتشامپا تقریباً دو دهه را در اردوگاه‌های پناهندگان در نپال گذراند و بین سال‌های ۲۰۰۷ تا ۲۰۱۲ در کشورهای مختلف غربی مانند ایالات متحده اسکان داده شدند.

### دین
دین در بوتان
تخمین زده می‌شود که بین دو سوم تا سه چهارم جمعیت بوتان پیرو آیین بودایی وجره‌یانه باشند که دین رسمی نیز هست. حدود یک چهارم تا یک سوم پیرو هندوئیسم هستند. ادیان دیگر کمتر از ۱٪ از جمعیت را تشکیل می‌دهند.
دین بودایی در سدهٔ هفتم به بوتان آمد. پادشاه تبت سونگتسن گامپو که به این دین گرویده بود، دستور ساخت دو معبد بودایی را در جکار در مرکز بوتان و کیئیچو در نزدیکی پارو را صادر کرد.

### زبان
زبان رسمی بوتان، زبان دزونگخا، یکی از ۵۳ زبان در خانوادهٔ زبان‌های تبتی است. خطی که به صورت محلی Chhokey (به معنای «زبان دارما») نامیده می‌شود، با تبتی کلاسیک یکسان است. در سیستم آموزشی بوتان، انگلیسی زبان آموزشی است، در حالی که دزونگخا به عنوان زبان ملی تدریس می‌شود. اتنولوگ فهرستی از ۲۴ زبانی را که در حال حاضر در بوتان صحبت می‌شود را فهرست کرده‌است، که همهٔ آنها به جز زبان نپالی، در خانوادهٔ زبان‌های تبتی-برمه‌ای قرار دارند.

### بهداشت
براساس آخرین داده‌های بانک جهانی در سال ۲۰۱۶، امید به زندگی در بوتان ۷۰٫۲ سال (۶۹٫۹ برای مردان و ۷۰٫۵ برای زنان) است.
همان‌طور که در قانون اساسی بوتان آمده، مراقبت‌های بهداشتی اولیه در بوتان رایگان است.

### آموزش
از نظر تاریخی، آموزش در بوتان رهبانی بود، آموزش مدرسه‌های سکولار برای عموم مردم در دههٔ ۱۹۶۰ آغاز شد. طبیعت کوهستانی موانعی را برای خدمات آموزشی یکپارچه در این کشور ایجاد کرده‌است. امروزه، بوتان دارای دو دانشگاه غیرمتمرکز با یازده کالج در سراسر این پادشاهی است. این دانشگاه‌ها عبارتند از دانشگاه پادشاهی بوتان و دانشگاه علوم پزشکی خسار گیالپو.

## حمل و نقل

### هوایی

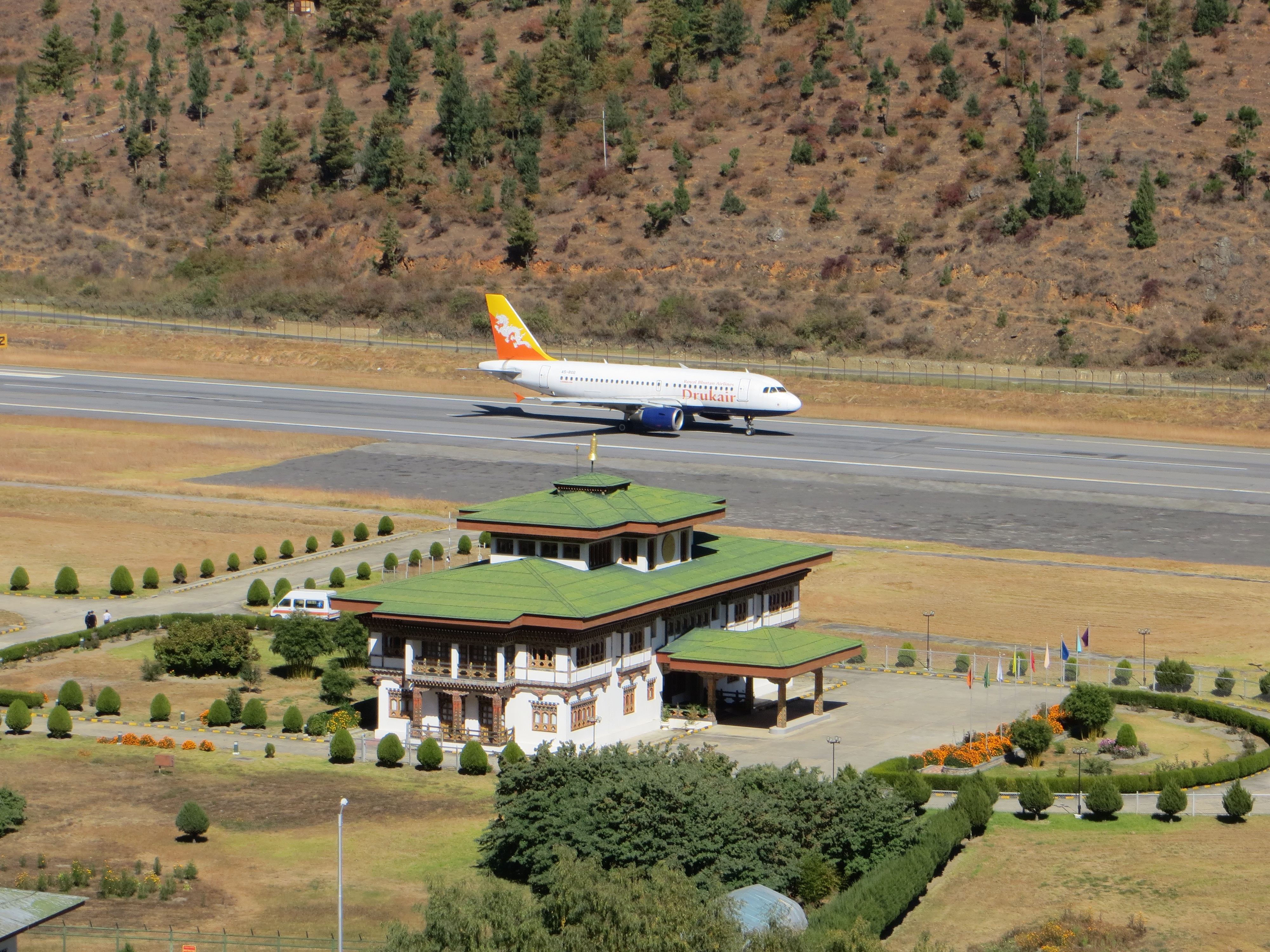
یک فروند ایرباس ای۳۱۹ متعلق به دروک ایر در فرودگاه پارو

فرودگاه پارو تنها فرودگاه بین‌المللی در بوتان است. فرودگاه یونگ‌فولا در تراشیگانگ یک فرودگاه داخلی کوچک است که تا سال ۲۰۱۰ در حال بازسازی بود. فرودگاه داخلی یونگ‌فولا برای تکمیل در ژانویهٔ ۲۰۱۰ برنامه‌ریزی شده بود، اما در ژانویهٔ ۲۰۱۵، فرودگاه به دلیل تعمیر مداوم باند همچنان بسته‌بود. هواپیمایی حامل پرچم دروک ایر پروازهای بین فرودگاه پارو و فرودگاه‌های جکار و جلفو را به صورت هفتگی انجام می‌دهد.

### جاده‌ای
جادهٔ کریدوری اصلی، شرق به غرب بوتان است که شهرهای پونت‌شولینگ را در جنوب غربی به تراشیگانگ در شرق متصل می‌کند. سکونتگاه‌های قابل توجهی که جادهٔ اصلی مستقیماً از آن عبور می‌کند عبارتند از ونگدو فودرانگ و تونگسا. جاده اصلی همچنین دارای انشعاب‌هایی است که به تیمفو و دیگر مراکز جمعیتی مانند پارو و پوناخا پوناخا متصل می‌شود. مانند جاده‌های دیگر در بوتان، جادهٔ اصلی به دلیل شرایط روسازی، ریزش‌های شدید، پیچ‌های متعدد، آب‌وهوا و رانش زمین، نگرانی‌های ایمنی جدی دارد.
از سال ۲۰۱۴، تعریض جاده‌ها در سرتاسر بوتان، به ویژه برای بزرگراه شمال شرق به غرب از تراشیگانگ به دوچولا، یک اولویت بوده‌است. انتظار می‌رفت پروژهٔ تعریض تا پایان سال ۲۰۱۷ تکمیل شود و سفر جاده‌ای در سراسر کشور را به‌طور قابل توجهی سریعتر و کارآمدتر کند اما این پروژه همچنان در حال احداث است. علاوه بر این، پیش‌بینی می‌شود که بهبود شرایط جاده‌ها باعث تشویق گردشگری بیشتر در منطقهٔ غیرقابل دسترس شرقی بوتان شود. در حال حاضر، به نظر می‌رسد شرایط جاده به دلیل افزایش موارد مسدود شدن، رانش زمین، و اختلال در گرد و غبار ناشی از پروژهٔ تعریض، گردشگران را از بازدید از بوتان بازمی‌دارد.

### ریلی
اگرچه بوتان در حال حاضر راه‌آهن ندارد، اما با هند توافقنامه‌ای را برای اتصال جنوب بوتان به شبکهٔ گستردهٔ هند با ساخت یک خط ریلی به طول ۱۸-کیلومتر (۱۱-مایل) بین هاسیمارا در بنگال غربی و توریباری در بوتان منعقد کرده‌است. ساخت راه‌آهن از طریق ساتالی، بهارنا باری و دالسینگ‌پارا توسط راه‌آهن هند تأمین می‌شود. در حال حاضر، نزدیکترین ایستگاه راه‌آهن به بوتان هاسیمارا است.